# Łukasz Teodorczyk
Łukasz Teodorczyk (Żuromin, 3 giugno 1991) è un ex calciatore polacco, di ruolo attaccante.

## Caratteristiche tecniche
Di ruolo centravanti, è forte fisicamente, dotato di buona tecnica e possiede un ottimo senso del gol dimostrando anche una buona abilità nel gioco aereo. Si muove su tutto il fronte offensivo ed è abile nell'attaccare la profondità.

## Carriera

### Club

#### Gli inizi: Polonia Varsavia, Lech Poznań
Passa nel gennaio 2010 al Polonia Varsavia, dove debutta nell'ottobre seguente, giocando in tre stagioni 32 partite e segnando 10 reti tra tutte le competizioni. Nel febbraio 2013 si trasferisce al Lech Poznań dove in un anno e mezzo, colleziona in tutte le competizioni 58 partite realizzando 28 reti.

#### Dinamo Kiev e Anderlecht
Il 27 agosto 2014 passa alla Dinamo Kiev per la cifra di 4 milioni di euro, firmando un contratto quinquennale.
Il 4 agosto 2016 passa in prestito con diritto di riscatto ai belgi dell'Anderlecht. Il 30 marzo 2017 viene riscattato dalla società belga, firmando un contratto valido fino al giugno 2020. A fine stagione 2016-2017 si laurea capocannoniere del campionato belga realizzando 22 reti.

#### Udinese e Charleroi
Il 17 agosto 2018, passa a titolo definitivo all'Udinese firmando un contratto quadriennale. Debutta in serie A due giorni dopo, nel 2-2 in casa del Parma, subentrando nella ripresa ad Antonin Barak.  Il 17 febbraio 2019 segna la sua prima rete con la maglia bianconera, ribattendo in gol un suo calcio di rigore parato, nella vittoria per 1-0 contro il Chievo. È stata la sua unica rete in due anni a Udine, visto che il 5 ottobre 2020 viene ceduto in prestito allo Charleroi. Rientrato ad Udine, non colleziona nessuna presenza ed il 29 dicembre 2021 risolve il contratto con la società bianconera.

#### Vicenza
Il 4 gennaio 2022 firma un contratto sino al termine della stagione (con opzione di rinnovo pluriennale) con il L.R. Vicenza. Il 23 gennaio esordisce con i veneti nel pareggio casalingo col Cittadella (3-3), fornendo l'assist per il gol del parziale 2-2 ad Alessio Da Cruz. Il 6 marzo arriva anche la prima rete, firmando la terza rete del successo per 3-1 sulla Ternana, dopo essere stato autore dell'assist della prima rete di Davide Diaw. Abbandona il club a fine campionato, concluso con la retrocessione in serie C.

#### Ritiro
Il 19 novembre 2022, ha annunciato il ritiro dal calcio giocato su Instagram.

### Nazionale
Compie la trafila delle nazionali giovanili polacche giocando nell'Under-20 e nell'Under-21.
Il 2 febbraio 2013 fa il suo debutto con la nazionale polacca dove realizza una doppietta all'esordio, nell'amichevole non ufficiale giocata contro la Romania e vinta dai biancorossi per 4-1. Si ripete il 26 marzo seguente contro San Marino realizzando una rete nel successo per 5-0 dei polacchi, nella partita valevole per la qualificazione al Mondiale 2014.

## Statistiche

### Presenze e reti nei club
| Stagione                | Squadra                 | Campionato              | Campionato | Campionato | Coppe nazionali | Coppe nazionali | Coppe nazionali | Coppe continentali | Coppe continentali | Coppe continentali | Altre coppe | Altre coppe | Altre coppe | Totale | Totale |
| Stagione                | Squadra                 | Comp                    | Pres       | Reti       | Comp            | Pres            | Reti            | Comp               | Pres               | Reti               | Comp        | Pres        | Reti        | Pres   | Reti   |
| ----------------------- | ----------------------- | ----------------------- | ---------- | ---------- | --------------- | --------------- | --------------- | ------------------ | ------------------ | ------------------ | ----------- | ----------- | ----------- | ------ | ------ |
| 2010-2011               | Polonia Varsavia        | E                       | 6          | 0          | CP              | 1               | 1               | -                  | -                  | -                  | -           | -           | -           | 7      | 1      |
| 2011-2012               | Polonia Varsavia        | E                       | 11         | 4          | CP              | 0               | 0               | -                  | -                  | -                  | -           | -           | -           | 11     | 4      |
| 2012-gen. 2013          | Polonia Varsavia        | E                       | 13         | 6          | CP              | 1               | 0               | -                  | -                  | -                  | -           | -           | -           | 14     | 6      |
| Totale Polonia Warszawa | Totale Polonia Warszawa | Totale Polonia Warszawa | 30         | 10         |                 | 2               | 1               |                    | -                  | -                  |             | -           | -           | 32     | 11     |
| gen.-giu. 2013          | Lech Poznań             | E                       | 14         | 1          | CP              | 0               | 0               | -                  | -                  | -                  | -           | -           | -           | 14     | 1      |
| 2013-2014               | Lech Poznań             | E                       | 32         | 20         | CP              | 2               | 1               | UEL                | 4                  | 3                  | -           | -           | -           | 38     | 24     |
| lug.-ago. 2014          | Lech Poznań             | E                       | 4          | 3          | CP              | 0               | 0               | UEL                | 2                  | 0                  | -           | -           | -           | 6      | 3      |
| Totale Lech Poznań      | Totale Lech Poznań      | Totale Lech Poznań      | 50         | 24         |                 | 2               | 1               |                    | 6                  | 3                  |             | -           | -           | 58     | 28     |
| 2014-2015               | Dinamo Kiev             | PL                      | 13         | 5          | KU              | 5               | 2               | UEL                | 6                  | 3                  | SU          | 0           | 0           | 24     | 10     |
| 2015-2016               | Dinamo Kiev             | PL                      | 11         | 5          | KU              | 3               | 1               | UCL                | 4                  | 0                  | SU          | 0           | 0           | 18     | 6      |
| Totale Dinamo Kiev      | Totale Dinamo Kiev      | Totale Dinamo Kiev      | 24         | 10         |                 | 8               | 3               |                    | 10                 | 3                  |             | 0           | 0           | 42     | 16     |
| 2016-2017               | Anderlecht              | D1                      | 38         | 22         | CB              | 2               | 1               | UEL                | 13                 | 7                  | -           | -           | -           | 53     | 30     |
| 2017-2018               | Anderlecht              | D1                      | 33         | 15         | CB              | 0               | 0               | UCL                | 6                  | 0                  | SB          | 1           | 0           | 40     | 15     |
| Totale Anderlecht       | Totale Anderlecht       | Totale Anderlecht       | 71         | 37         |                 | 2               | 1               |                    | 21                 | 7                  |             | 1           | 0           | 93     | 45     |
| 2018-2019               | Udinese                 | A                       | 16         | 1          | CI              | -               | -               | -                  | -                  | -                  | -           | -           | -           | 16     | 1      |
| 2019-2020               | Udinese                 | A                       | 14         | 0          | CI              | 2               | 0               | -                  | -                  | -                  | -           | -           | -           | 16     | 0      |
| 2020-2021               | Charleroi               | D1                      | 15         | 0          | CB              | 2               | 1               | -                  | -                  | -                  | -           | -           | -           | 17     | 1      |
| giu-dic. 2021           | Udinese                 | A                       | 0          | 0          | CI              | -               | -               | -                  | -                  | -                  | -           | -           | -           | 0      | 0      |
| Totale Udinese          | Totale Udinese          | Totale Udinese          | 30         | 1          |                 | 2               | 0               |                    | -                  | -                  |             | -           | -           | 32     | 1      |
| gen.- giu. 2022         | Vicenza                 | B                       | 14         | 1          | CI              | -               | -               | -                  | -                  | -                  | -           | -           | -           | 14     | 1      |
| Totale carriera         | Totale carriera         | Totale carriera         | 234        | 83         |                 | 18              | 7               |                    | 35                 | 13                 |             | 1           | 0           | 288    | 103    |

### Cronologia presenze e reti in nazionale
| Cronologia completa delle presenze e delle reti in nazionale ― Polonia | Cronologia completa delle presenze e delle reti in nazionale ― Polonia | Cronologia completa delle presenze e delle reti in nazionale ― Polonia | Cronologia completa delle presenze e delle reti in nazionale ― Polonia | Cronologia completa delle presenze e delle reti in nazionale ― Polonia | Cronologia completa delle presenze e delle reti in nazionale ― Polonia | Cronologia completa delle presenze e delle reti in nazionale ― Polonia | Cronologia completa delle presenze e delle reti in nazionale ― Polonia |
| Data                                                                   | Città                                                                  | In casa                                                                | Risultato                                                              | Ospiti                                                                 | Competizione                                                           | Reti                                                                   | Note                                                                   |
| ---------------------------------------------------------------------- | ---------------------------------------------------------------------- | ---------------------------------------------------------------------- | ---------------------------------------------------------------------- | ---------------------------------------------------------------------- | ---------------------------------------------------------------------- | ---------------------------------------------------------------------- | ---------------------------------------------------------------------- |
| 22-3-2013                                                              | Varsavia                                                               | Polonia                                                                | 1 – 3                                                                  | Ucraina                                                                | Qual. Mondiali 2014                                                    | -                                                                      | 76’                                                                    |
| 26-3-2013                                                              | Varsavia                                                               | Polonia                                                                | 5 – 0                                                                  | San Marino                                                             | Qual. Mondiali 2014                                                    | 1                                                                      | 58’                                                                    |
| 19-11-2013                                                             | Poznań                                                                 | Polonia                                                                | 0 – 0                                                                  | Irlanda                                                                | Amichevole                                                             | -                                                                      | 59’                                                                    |
| 18-1-2014                                                              | Abu Dhabi                                                              | Polonia                                                                | 3 – 0                                                                  | Norvegia                                                               | Amichevole                                                             | -                                                                      | 63’                                                                    |
| 5-3-2014                                                               | Varsavia                                                               | Polonia                                                                | 0 – 1                                                                  | Scozia                                                                 | Amichevole                                                             | -                                                                      | 82’                                                                    |
| 18-11-2014                                                             | Breslavia                                                              | Polonia                                                                | 2 – 2                                                                  | Svizzera                                                               | Amichevole                                                             | -                                                                      | 67’                                                                    |
| 23-3-2016                                                              | Poznań                                                                 | Polonia                                                                | 1 – 0                                                                  | Serbia                                                                 | Amichevole                                                             | -                                                                      | 73’                                                                    |
| 11-10-2016                                                             | Varsavia                                                               | Polonia                                                                | 2 – 1                                                                  | Armenia                                                                | Qual. Mondiali 2018                                                    | -                                                                      | 85’                                                                    |
| 11-11-2016                                                             | Bucarest                                                               | Romania                                                                | 0 – 3                                                                  | Polonia                                                                | Qual. Mondiali 2018                                                    | -                                                                      | 80’                                                                    |
| 14-11-2016                                                             | Breslavia                                                              | Polonia                                                                | 1 – 1                                                                  | Slovenia                                                               | Amichevole                                                             | 1                                                                      |                                                                        |
| 26-3-2017                                                              | Podgorica                                                              | Montenegro                                                             | 1 – 2                                                                  | Polonia                                                                | Qual. Mondiali 2018                                                    | -                                                                      | 79’                                                                    |
| 10-6-2017                                                              | Varsavia                                                               | Polonia                                                                | 3 – 1                                                                  | Romania                                                                | Qual. Mondiali 2018                                                    | -                                                                      | 81’                                                                    |
| 4-9-2017                                                               | Varsavia                                                               | Polonia                                                                | 3 – 0                                                                  | Kazakistan                                                             | Qual. Mondiali 2018                                                    | -                                                                      | 90’                                                                    |
| 27-3-2018                                                              | Varsavia                                                               | Polonia                                                                | 3 – 2                                                                  | Corea del Sud                                                          | Amichevole                                                             | -                                                                      | 46’                                                                    |
| 8-6-2018                                                               | Poznań                                                                 | Polonia                                                                | 2 – 2                                                                  | Cile                                                                   | Amichevole                                                             | -                                                                      | 74’                                                                    |
| 12-6-2018                                                              | Varsavia                                                               | Polonia                                                                | 4 – 0                                                                  | Lituania                                                               | Amichevole                                                             | -                                                                      | 46’                                                                    |
| 24-6-2018                                                              | Kazan'                                                                 | Polonia                                                                | 0 – 3                                                                  | Colombia                                                               | Mondiali 2018 - 1º turno                                               | -                                                                      | 73’                                                                    |
| 28-6-2018                                                              | Volgograd                                                              | Giappone                                                               | 0 – 1                                                                  | Polonia                                                                | Mondiali 2018 - 1º turno                                               | -                                                                      | 80’                                                                    |
| Totale                                                                 |                                                                        | Presenze                                                               | 18                                                                     |                                                                        | Reti                                                                   | 2                                                                      |                                                                        |

| Cronologia completa delle presenze e delle reti in nazionale (partite non ufficiali) ― Polonia | Cronologia completa delle presenze e delle reti in nazionale (partite non ufficiali) ― Polonia | Cronologia completa delle presenze e delle reti in nazionale (partite non ufficiali) ― Polonia | Cronologia completa delle presenze e delle reti in nazionale (partite non ufficiali) ― Polonia | Cronologia completa delle presenze e delle reti in nazionale (partite non ufficiali) ― Polonia | Cronologia completa delle presenze e delle reti in nazionale (partite non ufficiali) ― Polonia | Cronologia completa delle presenze e delle reti in nazionale (partite non ufficiali) ― Polonia | Cronologia completa delle presenze e delle reti in nazionale (partite non ufficiali) ― Polonia |
| Data                                                                                           | Città                                                                                          | In casa                                                                                        | Risultato                                                                                      | Ospiti                                                                                         | Competizione                                                                                   | Reti                                                                                           | Note                                                                                           |
| ---------------------------------------------------------------------------------------------- | ---------------------------------------------------------------------------------------------- | ---------------------------------------------------------------------------------------------- | ---------------------------------------------------------------------------------------------- | ---------------------------------------------------------------------------------------------- | ---------------------------------------------------------------------------------------------- | ---------------------------------------------------------------------------------------------- | ---------------------------------------------------------------------------------------------- |
| 2-2-2013                                                                                       | Malaga                                                                                         | Romania                                                                                        | 1 – 4                                                                                          | Polonia                                                                                        | Amichevole                                                                                     | 2                                                                                              |                                                                                                |
| Totale                                                                                         |                                                                                                | Presenze                                                                                       | 1                                                                                              |                                                                                                | Reti                                                                                           | 2                                                                                              |                                                                                                |

## Palmares

### Club

#### Competizioni nazionali
- Campionato ucraino: 2

Dinamo Kiev: 2014-2015, 2015-2016
- Coppa d'Ucraina: 1

Dinamo Kiev: 2014-15
- Campionato belga: 1

Anderlecht: 2016-2017
- Supercoppa belga: 1

Anderlecht: 2017

### Individuale
- Capocannoniere della Pro League: 1

2016-2017 (22 gol)